# 戸沢盛男
戸沢 盛男（とざわ もりお、1901年（明治34年）2月 - 1954年（昭和29年）7月12日）は、日本の内務・警察官僚、実業家。佐賀県知事、陸軍司政官。

## 経歴
秋田県出身。戸沢清蔵の長男として生まれる。第一高等学校を卒業。1927年12月、高等試験行政科試験に合格。1928年、東京帝国大学法学部法律学科を卒業。大阪毎日新聞社を経て、1929年、内務省に入省し、北海道庁属となる。
以後、北海道庁社会課長、香川県警察部特別高等警察課長、長崎県警察部特別高等警察課長、大阪府警察部経済保安課長、宮崎県書記官・警察部長、福島県書記官・警察部長、同県部長・警察部長、陸軍司政官、静岡県内務部長などを歴任。
1946年7月、佐賀県知事に就任。食料供出の推進、町村役職の公職追放への対策などに尽力した。1947年3月、佐賀県知事選挙に出馬のため知事を辞任したが落選した。同年7月19日、広島地方経済安定局調整部長に就任するが、公職追放となる。追放中の1948年、政治資金に関する問題で衆議院不当財産取引調査特別委員会に証人喚問された。その後、大阪物産株式会社社長を務めた。